# Reftelius
Reftelius är ett svenskt efternamn.

## Personer med efternamnet Reftelius
- Carl Reftelius, svensk legations- och konsulatssekreterare
- Johan Martin Reftelius (1740–1799), svensk läkare
- Johannes Reftelius (1659–1747), rektor för Uppsala universitet